# NGC 1533
NGC 1533 је спирална галаксија у сазвежђу Златна риба која се налази на NGC листи објеката дубоког неба.
Деклинација објекта је - 56° 7' 4" а ректасцензија 4h 9m 51,9s. Привидна величина (магнитуда) објекта NGC 1533 износи 10,7 а фотографска магнитуда 11,7. Налази се на удаљености од 17,400 милиона парсека од Сунца. NGC 1533 је још познат и под ознакама ESO 157-3, AM 0408-561, IRAS 04088-5614, PGC 14582.